# Distretto di Sirajganj
Il distretto di Sirajganj è un distretto del Bangladesh situato nella divisione di Rajshahi. Si estende su una superficie di 2497,95 km² e conta una popolazione di 3.097.489 abitanti (censimento 2011).

## Suddivisioni amministrative
Il distretto si suddivide nei seguenti sottodistretti (upazila):
- Sirajganj Sadar
- Kazipur
- Ullahpara
- Shahjadpur
- Royganj
- Kamarkhanda
- Tarash
- Belkuchi
- Chauhali